# 卡默施泰因
卡默施泰因是德国巴伐利亚州的一个市镇。总面积37.11平方公里，总人口2834人，其中男性1437人，女性1397人（2011年12月31日），人口密度76人/平方公里。